# Phil Joanou
Phil Joanou (La Cañada Flintridge, 20 novembre 1961) è un regista e sceneggiatore statunitense.

## Biografia
È noto soprattutto per le sue collaborazioni con il gruppo musicale U2, per il quale realizza diversi videoclip e il documentario Rattle and Hum. I suoi videoclip hanno vinto diversi premi. Ha realizzato spot pubblicitari per prodotti di numerose aziende tra cui Nike, Coca-Cola, Toyota, Sony, Ford, Honda, Samsung e McDonald's, nonché una decina di lungometraggi per il cinema.

## Filmografia

### Cinema

#### Cortometraggi
- Last Chance Dance (1984)
- The Punisher: Dirty Laundry (2012)

#### Lungometraggi
- L'ora della rivincita (Three O'Clock High) (1987)
- Rattle and Hum - documentario (1988)
- Stato di grazia (State of Grace) (1990)
- Analisi finale (Final Analysis) (1992)
- Omicidio a New Orleans (Heaven's Prisoners) (1996)
- Entropy - Disordine d'amore (Entropy) (1999)
- La gang di Gridiron (Gridiron Gang) (2006)
- The Veil - Verità sepolte (The Veil) (2016)

### Televisione
- Storie incredibili - serie TV, episodi 1x11-1x22 (1985-1986)
- Age 7 in America - film TV (1991)
- Wild Palms - serie TV, episodio 1x06 (1993)
- Fallen Angels - serie TV, episodio 1x01 (1993)
- 14 Up in America - documentario (1998)
- Naked Hotel - documentario (2003)

### Videoclip
- One - Version 3 degli U2 (1992)
- Keep the Faith dei Bon Jovi (1992)
- Who's Gonna Ride Your Wild Horses degli U2 (1992)
- You Don't Know How It Feels di Tom Petty (1994)
- If God Will Send His Angels degli U2 (1997)
- When You Believe di Whitney Houston e Mariah Carey (1998)
- Sometimes You Can't Make It on Your Own degli U2 (2005)
- All Because of You degli U2 (2005)

## Riconoscimenti
- 1984 – University of Southern California Film School
  - Miglior film studentesco a Last Chance Dance
- 1989 – MTV Video Music Awards
  - Miglior video tratto da un film a When Love Comes to Town degli U2
- 1992 – Peabody Award
  - A Age 7 in America
- 1994 – MTV Video Music Awards
  - Miglior video di un artista maschile a You Don't Know How It Feels di Tom Petty
- 1994 – Clio Awards
  - Miglior video rock a You Don't Know How It Feels di Tom Petty